# Sao Jose
São José er en by og en kommune i den sydlige delstat Santa Catarina i Brasilien. Blandt indbyggerne kaldes kommunen josefense.
27°36′54″S 48°37′40″V / 27.615°S 48.6278°V